# Atsutsè Kokouvi Agbobli
Pour les articles homonymes, voir Agbobli.
Atsutsè Kokouvi Agbobli, dit AKA, né le 23 avril 1941 et mort le 15 août 2008, est un historien, journaliste et homme politique togolais. Au moment de son décès, il préside le Mouvement pour le développement national (MODENA), un parti d'opposition. 
Panafricain convaincu, il s'est rendu célèbre pour ses critiques contre la mauvaise gouvernance et ses appels répétés à l'unité du continent africain,. Dans ses interventions, il aspire à une Afrique totalement émancipée, industrielle et prospère.

## Biographie

### Naissance et études
Jean-Joachim Agbobli, dit AKA, est né le 23 avril 1941 à Lomé (Togo), et a été retrouvé mort le 15 août 2008 sur une plage de Lomé.
Triplé avec Georges et Georgette, d’où son prénom Atsutsè selon la tradition ewe, il est le troisième fils d'Alphonse Kodjo Agbobli (1907-1985) et de Joséphine Sydol (1918-1968), un couple très uni.
De ce mariage naissent 14 enfants dont  3 couples de jumeau (garçon-fille) et les triplés. Alphonse Kodjo Agbobli, maitre-tailleur réputé, militant nationaliste, monogame, est connu pour sa droiture et l'éducation stricte qu'il donne à sa progéniture. La famille est un modèle pour les paroissiens de l'Église catholique Saint Antoine de Padoue de Hanoukope (Franciscain) dont ils sont parmi les tout premiers fidèles.
Dans l'atelier de son père, face à la mairie de Lomé, le jeune J-Joachim côtoie l'élite politique locale dont le futur président togolais Sylvanus Olympio avec lequel Alphonse Kodjo Agbobli entretient des relations particulières.
Il fréquente le Collège Saint-Joseph où il obtient son baccalauréat première partie puis le quitte, échappant ainsi à sa rigueur, pour s'inscrire en terminale philosophie au lycée Bonnecarrère. Son père, mécontent de son choix, le conduit au domicile du président Sylvanus Olympio en septembre 1962. Le président le sermonne pour son inconduite et lui demande ce qu'il compte faire après son baccalauréat deuxième partie. Ce dernier éclate de rire quand J-Joachim lui apprend qu'il veut devenir astronome.
Il obtient son baccalauréat deuxième partie au Lycée Bonnecarrère et poursuit ses études à l’Université de Poitiers (1963) puis à Paris.
À Paris, il préside l’Association des étudiants et stagiaires togolais en France (AESTF) puis est nommé vice-président chargé des relations extérieures de la Fédération des étudiants d'Afrique noire en France (FEANF), où il se lie d'amitié avec de très nombreux étudiants du continent dont certains présideront aux destinées de leur pays.
Le 18 juillet 1970, à Paris, il épouse une jeune étudiante togolaise née à Abidjan, Armandine Anani-Lawson, fille de François-Marie Lawson, premier instituteur Africain de Côte d'Ivoire issu de la première promotion (1904-1906) de l'École normale William-Ponty de Saint-Louis (Sénégal).

### Parcours professionnel
Titulaire d’un doctorat d’État d’histoire de l’Université Panthéon-Sorbonne et diplômé de l’Institut d'études politiques de Paris, AKA enseigne à Ndendé au Gabon puis à Libreville au lycée Léon Mba de 1975 à 1979.
En 1979, il rejoint Addis-Abeba (Éthiopie) pour travailler au sein de l’Organisation de l'unité africaine (OUA) en tant que chef de la division des affaires politiques générales et de la défense. À la suite de différends avec le président togolais Gnassingbé Eyadema, qu'il critique ouvertement, il doit quitter l’OUA et intègre l’antenne africaine du BIT (Nations-Unies) à Addis-Abeba en tant qu’expert régional.
Chroniqueur à l’hebdomadaire Jeune Afrique à la fin des années 1980, il y retrouve Siradiou Diallo, y côtoie Béchir Ben Yahmed, Sennen Andriamirado, Abdelaziz Dahmani, Jean-Baptiste Placca, Maud Sissung...
À cette même époque, il rencontre le très controversé Jonas Savimbi fondateur de l'Union nationale pour l'indépendance totale de L'Angola pour lequel il prend fait et cause.
En 1991, de retour au Togo après plus d’un quart de siècle d’exil, il devient le délégué du Club des amis de la liberté et de la démocratie en Afrique Noire (CALDAN) à la Conférence nationale souveraine du Togo dont il préside la Commission défense et sécurité.
À la suite des élections législatives de février 1994, il est nommé ministre de la Communication et de la Culture, puis ministre chargé des Relations avec le Parlement (29 février 1995). Porte-parole du gouvernement, il devient un acteur de la vie médiatique.
Après son départ du gouvernement en 1996, son franc-parler et ses diatribes font de lui l'invité idéal des plateaux de télévision et secouent la vie politique locale,,.
En mars 2007, il annonce la création d’un parti d’opposition qui est lancé officiellement le 21 avril 2007 :  le Mouvement pour le développement national (MODENA). Selon lui, la politique togolaise est essentiellement dominée par les deux grands partis Rassemblement pour le peuple togolais (RPT) et l’Union des forces de changement (UFC).
En août 2008, au moment de sa disparition, AKA est le directeur de la publication du bimensuel AFRIC’Hebdo, qu’il avait créé en 2005.

## Décès
Disparu depuis plus de 24 heures, la mort d'Atsutsè Kokouvi Agbobli est annoncée officiellement le 15 août 2008, lors du journal de 20 heures à la télévision togolaise TVT par le ministre de la sécurité et de la protection civile. Une noyade est évoquée suivi d'un "corps rejeté" par la mer.

### Causes du décès
Les causes du décès de l'ancien ministre ne sont pas élucidées,.
Il est vu pour la dernière fois vivant par son chauffeur le jeudi 14 août 2008 aux environs de 4 h 30 du matin, heure à laquelle il lui aurait demandé de venir le chercher à la Clinique où il avait été admis pour l'emmener  à l'Hôtel Mercure Sarakawaaprès un détour par l'hôtel Palm Beach.
Le 15 août 2008 à 10h, son corps est découvert sur une plage de Lomé par un pêcheur avec les yeux injectés de sang, les lèvres et le front portant des ecchymoses .
Lors de son allocution du 16 août, le  ministre de la Sécurité et de la Protection Civile  déclare qu'A.K. Agbobli aurait tenté de se suicider le 13 août en ingérant une substance toxique. Il aurait alors été admis dans une clinique, qu'il aurait quittée aux premières heures du 14 août.
Afin de déterminer la cause réelle du décès, une autopsie est ordonnée le 17 août. Le même jour, la Commission nationale des droits de l'homme réclame une commission d'enquête sur les causes du décès et le parti politique UFC effectue une demande similaire le 18 aoûtpuis le 15 novembre 2008.
Le 18 août 2008, le procureur de la République, Robert Baoubadi Bakaï, annonce à la télévision togolaise que les résultats de l'autopsie montrent qu'Agbobli est décédé des suites d'un empoisonnement. Selon lui, l'autopsie n'a pas révélé la substance responsable, mais il précise qu'elle « exclut systématiquement la possibilité d'une noyade » évoquée précédemment par le ministre de la Sécurité et de la protection Civile. Les marques retrouvées sur le corps seraient la conséquence d'une chute.
Le docteur Nizam Peerwani, mandaté par le Haut-Commissariat des Nations unies aux droits de l'homme (HCDH), agissant pour le compte de Physicians for Human Rights réalise une seconde autopsie, et réfute la mort par intoxication médicamenteuse. En l'absence de toutes autres preuves fiables, il suggère une noyade.
La famille, quant à elle, souligne le mystère de la disparition d'AKA.
Elle conteste l'affirmation selon laquelle il aurait tenté de se suicider, arguant qu'il n'était pas déprimé, qu'il n'avait aucun problème grave dans sa vie qui aurait pu le conduire à ce geste. Il n'avait pris des médicaments que pour l'hypertension artérielle et le diabète sucré.
Les enfants du défunt ont acquis la certitude qu'il a été assassiné. Ils soulignent de nombreuses zones d'ombre, telles que sa disparition pendant plus de trente heures ; le laps de temps très long entre le moment où son chauffeur l'aurait déposé aux alentours de l'hôtel Sarakawa et l'alerte à la famille sur le comportement de son patron ; le fait que son corps ait été retrouvé nu à l'exception de ses chaussettes et de ses mocassins ; les conclusions différentes des deux autopsies ; le coup de téléphone donné à l'un des membres de la famille par le Président de la République Faure Gnassingbéavant même la découverte du corps pour présenter ses condoléances.

### Enterrement et hommages
Atsutsè Kokouvi Agbobli est inhumé à Adéta, dans la région des Plateaux, au sud-ouest du Togo, le 13 septembre 2008,.
Dans son éloge funèbre, le premier ministre Edem Kodjo souligne les circonstances troubles dans lesquelles part son « jeune frère » Joachim .
Chaque 15 août depuis sa disparition, au moment de l'Assomption, la presse togolaise revient sur les circonstances tragiques de son décès,.
Le 29 novembre 2020, Kofi Yamgnane, qui se dit touché par la mort de son ami Agbobli Joachim, exhorte la justice togolaise à la publication du rapport d'enquête sur sa disparition  .
Ekoue, (groupe La Rumeur), co-président de l'Association pour la mémoire d'Atsutsè Kokouvi Agbobli, lui rend régulièrement hommage. Il est cité dans le générique de son film Les Derniers Parisiens.

## Publications
Atsutsè Kokouvi Agbobli a publié de nombreux articles dans la presse africaine et française sur les questions socio-politiques du monde contemporain et animé des dizaines de conférences dans le monde ,. Il a collaboré à de nombreux ouvrages.
Il a régulièrement participé sur RFI au Débat Africain animé par Madeleine Mukamabano et à l'émission Archives d'Afrique d'Alain Foka.

## Ouvrages
- Sylvanus Olympio, un destin tragique, Abidjan, Livre Sud, 1992 (ISBN 2-909587-02-9 et 978-2-909587-02-8, OCLC 29495766, lire en ligne).
- Jonas Savimbi, Combats pour l'Afrique et la démocratie : entretiens avec Atsutsé Kokouvi Agbobli, Favre, 1997 (ISBN 2-8289-0555-1 et 978-2-8289-0555-2, OCLC 468253795, lire en ligne) — livre d'entretiens avec le docteur Jonas Savimbi, président fondateur de l'Union nationale pour l'indépendance totale de l'Angola (UNITA), assassiné en février 2002.
- Le Monde et le Destin des africains, L'Harmattan, 2013 (ISBN 978-2-296-30216-7 et 2-296-30216-5, OCLC 1100941983, lire en ligne) — Premier volume de la trilogie Les Enjeux mondiaux de puissance
- Sylvanus Olympio : le père de l'indépendance togolaise[24], Éditions L'Harmattan, 2008.
- Le Roman de l'indépendance, Lomé, éditions Graines de Pensées, 2011 (ISBN 978-2-916101-30-9, OCLC 749116339, lire en ligne).